# Маниту (Манитоба)
Маниту (англ. Manitou) — бывший город на юго-западе провинции Манитоба, Канада. Расположен в пределах муниципалитета Пембина, в городе заканчивается короткая железнодорожная линия Trail Railway Company.

## Демография
По данным канадской переписи 2001 года, в городе проживало 775 человек. Город имеет свою еженедельную газету the Western Canadian. Девиз города — «больше, чем городок». Маниту имеет форму прямоугольного треугольника: шоссе РТН 3 образует меньший катет, провинциальная дорога PR 244 образует больший катет, а передняя авеню формирует гипотенузу.
Маниту окружён общинами меннонитов и находится в непосредственной близости от крупнейшего в Канаде проекта ветропарка ветропарка проекта в Канаде.

## Дом оперы Маниту
В 2007 году народный музыкант из Виннипега Кристин Феллоус записала части своего альбома Nevertheless в оперном театре города Маниту, который известен своей уникальной акустикой и считается местной достопримечательностью.

## Известные люди
Роберт Айронсайд владел и управлял бизнесом в городе начиная с 1880-х годов, в городе родилась и выросла известный политик  Тельма Форбс.